# Christian Nuernbergk
Christian Nuernbergk (* 1979 in Hamburg) ist ein deutscher Medien- und Kommunikationswissenschaftler und Professor an der Universität Trier.

## Werdegang
Christian Nuernbergk studierte von 2000 bis 2005 Kommunikationswissenschaft, Politikwissenschaft und Wirtschaftspolitik an der Universität Münster. Für seine Magisterarbeit über die Initiative Neue Soziale Marktwirtschaft und ihre journalistische Resonanz erhielt er 2005 den Medienpreis der Hamburg Media School. Im Jahr 2012 wurde er mit einer Arbeit über Anschlusskommunikation in der Netzwerköffentlichkeit promoviert.
Von 2006 bis 2008 arbeitete Nuernbergk als Wissenschaftlicher Mitarbeiter im DFG-Forschungsprojekt Vermittlungsakteure, -strukturen und -leistungen der aktuellen Internetöffentlichkeit an der Universität Münster. Von 2009 bis 2011 wirkte er dort als Mitarbeiter an der Forschungsstelle Internetöffentlichkeit unter der Leitung von  Christoph Neuberger und war in dieser Zeit unter anderem an der Erstellung der Expertise Journalismus und Twitter für die Landesanstalt für Medien Nordrhein-Westfalen beteiligt.
Von 2011 bis 2019 lehrte und forschte Nuernbergk als Akademischer Rat auf Zeit am Institut für Kommunikationswissenschaft und Medienforschung der Universität München. 2015/16 vertrat er eine Professur für Online-/Printjournalismus am Institut für Journalistik der TU Dortmund. 2016 und 2017 war er Mitglied der Nominierungskommission für den Grimme Online Award.
Nuernbergk übernahm von 2017 bis 2019 die Vertretung einer Professur für Medien- und Kommunikationswissenschaft an der Universität Trier und wurde dort 2019  zum Universitätsprofessor für Medien- und Kommunikationswissenschaft mit Schwerpunkt Öffentliche Medienkommunikation ernannt.
Von 2020 bis 2024 war Nuernbergk Sprecher der Fachgruppe für Journalistik/Journalismusforschung der Deutschen Gesellschaft für Publizistik und Kommunikationswissenschaft (DGPuK).
Seit 2024 gehört Nuernbergk der Jury und dem Vorstand der Stiftung des Hans Bausch Mediapreis an.

## Publikationen (Auswahl)
- mit Christoph Neuberger, Hanna Jo vom Hofe: Journalismus und Twitter. LfM, Düsseldorf 2011, ISBN 978-3-940929-13-6.

- Anschlusskommunikation in der Netzwerköffentlichkeit. Ein inhalts- und netzwerkanalytischer Vergleich der Kommunikation im „Social Web“ zum G8-Gipfel von Heiligendamm. Nomos, Baden-Baden 2013, ISBN 978-3-8487-0316-6.
- mit Christoph Neuberger, Susanne Langenohl: Social Media und Journalismus. LfM, Düsseldorf 2014, ISBN 978-3-940929-33-4.

- als Hrsg. mit Christoph Neuberger: Journalismus im Internet. Profession – Partizipation – Technik. 2. Aufl. Springer VS, Wiesbaden 2018, ISBN 978-3-531-18076-2.